# Daxkapelle

Daxkapelle von außen

Innenansicht der Daxkapelle

Die Daxkapelle ist eine kleine Bergkapelle an der Forststraße von St. Anton in Partenkirchen zur nördlich gelegenen Esterbergalm.
Der Name Daxkapelle ist eine Verkürzung des eigentlich kompletten Namens: „Unseres Herrn Kapelle in den Daxen“. Die Inschrift über dem Eingang der Kapelle verrät, dass sie 1852 von Ignaz Lidl anstelle einer hölzernen Kapelle, die etwas oberhalb stand, erbaut wurde. Als Schäfflermeister in Partenkirchen hatte er die besten handwerklichen Fähigkeiten zum Bau der Kapelle. 2006 wurde die Kapelle restauriert (siehe Inschrift).
Alljährlich geht an Christi Himmelfahrt eine Bittprozession von Partenkirchen zur Kapelle.
Von der Kapelle in der Höhe von  972 m ü. NHN hat man einen weiten Blick in das Loisachtal und Richtung Südwesten auf Garmisch-Partenkirchen. Die Daxkapelle ist eine Nebenkirche der Pfarrei Maria Himmelfahrt.

## Denkmalschutz
Die Daxkapelle steht unter Denkmalschutz und ist unter dem Aktenzeichen D-1-80-117-276 in der Denkmalliste des Bayerischen Landesamtes für Denkmalpflege erfasst.